# Benedykt Kozielski
Benedykt Kozielski (ur. 21 marca 1918 w Jedłowniku, zm. 11 sierpnia 2004 w Wodzisławiu Śląskim) – polski działacz społeczny na Śląsku, więzień KL Auschwitz, samorządowiec, pierwszy prezes Towarzystwa Miłośników Ziemi Wodzisławskiej.

## Życiorys
Benedykt Kozielski urodził się 21 marca 1918 r. w Jedłowniku. Był jednym z sześciorga dzieci Marty z domu Zientek i Jana Kozielskiego. Naukę rozpoczął w miejscowej szkole powszechnej w Jedłowniku, a następnie był uczniem Państwowego Gimnazjum w Rybniku. Był członkiem Oddziałów Młodzieży Powstańczej (OMP).  
Po wybuchu II wojny światowej ewakuował się na wschód, następnie powrócił do Jedłownika. W czasie Volkslisty zadeklarował narodowość polską, działał w konspiracyjnej organizacji „Orzeł Biały” następnie połączonej ze Związkiem Walki Zbrojnej (ZWZ). Aresztowany przez Niemców, został osadzony w więzieniu w Mysłowicach, a następnie od 9 lutego 1944 r. więzień KL Auschwitz-Birkenau (nr 173501). Jako więzień KL Auschwitz uczestniczył w marszu śmierci z Oświęcimia na stację kolejową Loslau (dziś Wodzisław Śląski), skąd transportem kolejowym został skierowany do KL Mauthausen, a następnie Melku i Ebensee. Po zakończeniu II wojny światowej powrócił do Wodzisławia Śląskiego - Jedłownika, gdzie pracował w biurach rolnych. Organizował kółka rolnicze powiatu wodzisławskiego.
Działał w Związku Bojowników o Wolność i Demokrację (ZBOWiD), współpracował z Towarzystwem Opieki nad Oświęcimiem (TOnO), przez 12 lat był radnym Powiatowej Rady Narodowej w Wodzisławiu Śląskim. 
W 1966 r. był jednym z inicjatorów utworzenia Towarzystwa Miłośników Ziemi Wodzisławskiej (TMZW). W latach 1966-1975 był prezesem TMZW,  następnie jego wiceprezesem. W 2001 r. został odznaczony Krzyżem Komandorskim z Gwiazdą Orderu Odrodzenia Polski. Tworzył również teksty wierszy i piosenek. Pozostawił po sobie obszerną relację dotyczącą marszu śmierci z Oświęcimia do Wodzisławia Śląskiego.
Zmarł 11 sierpnia 2004 r. i pochowany został na cmentarzu parafialnym w Wodzisławiu Śląskim-Jedłowniku.